# 東須恵インターチェンジ
東須恵インターチェンジ（ひがしすえインターチェンジ）は、山口県宇部市にある宇部湾岸道路のインターチェンジである。
宇部湾岸道路の当面の終点となるインターチェンジで、本線としての終点は県道妻崎開作小野田線原交差点付近となるが、利便性の向上のために原交差点付近から国道190号に至る区間の宇部興産専用道路（現・宇部伊佐専用道路）の東側2車線1.5 km分を山口県が宇部興産から買収して東須恵ICのランプとして転用し、国道190号に接続させる構造としている。なお、本線分岐部からランプ、国道接続部まですべて「宇部市大字東須恵」の大字に含まれている。
地図によっては、東須江インターチェンジと記載されていることがあるが、これは誤りである。

## 歴史
- 2013年3月24日 : 藤曲IC - 東須恵IC間開通に伴い供用開始[1]

## 接続する道路
- 国道190号

## 隣
宇部湾岸道路
妻崎開作IC - 東須恵IC